# Похід Афсін Бека
Похід Афсін Бека, Похід Афсініоса — перший похід у глибину Мало-Азійського півострова сельджуцьких військ на чолі із Афсін Беком у 1067-1068 роках. Результатом стало захоплення та пограбування визначного міста Анатолії Кесарії Каппадокійської, прорив Кілікійських воріт, спустошення регіонів Кілікії та Пн. Сирії навколо Антиохії. Поява військ василевса Романа IV не змусила турок відступати, а лише змінити напрямок походу і пограбувати міста Неокесарія поблизу чорноморського узбережжя та Аморія на заході Анатолії. Після цього війська Афсін Бека повернулись на територію Сельджуцької держави.

## Передумови
До походу Афсін Бека, сутички імперії із сельджуками відбувались у прикордонних регіонах Вірменії та Східної Анатолії. Після вдалої для ромеїв оборони Манцикерту в 1054 році та відступу військ султана Тоґрула, між двома великими державами встановився мир. Передовсім, він був пов'язаний із переорієнтацією на інші, більш важливі, на той час для обох сторін завдання: захоплення Багдаду і завершення війни проти Буїдів у Тоґрула та відсічі нападам печенігів на Балкани у Візантії.
У 1064 році після смерті Тоґрула, владу у сельджуцькій державі обійняв син його молодшого брата Чаґрі — Алп Арслан. На цей момент держава сельджуків вже простягалась від Амудар'ї до Палестина, Вірменії та Перської затоки. З метою зміцнення своєї влади у Вірменії, де кочували не до кінця контрольовані ним туркмени Алп Арслан пройшов долиною Араксу та, у відповідь на атаку ар'єргарду своєї армії візантійцями, почав облогу вірменської столиці Ані, котре в той час входила до складу прикордонних територій Римської імперії. За допомогою облогової машини, султану вдалось зробити пролом у стінах міста і взяти його. Згідно хроніки Ібн-аль-Джазі мешканці взятої столиці «були перебиті, пограбовані та спалені, а решта взяті у полон»; трупами були завалені всі вулиці в полонених нараховувалось коло 50 000. Останні захисники міста, що сховались у цитаделі були там спалені та перебиті. Далі, султан зайняв ще одне важливе вірменське місто Карс, яке здалось без бою. Після цих успіхів, султан повернув свою армію назад, готуючись до війни з єгипетськими фатимідами. Однак, у цей момент один із вельмож султана на ім'я Афсін Бек (Афсініос) підняв заколот, та вбивши кількох членів султанського двору, повів свій військовий відділ в глибину Анатолії.

## Перебіг походу
Військові підрозділи Афсін Бека здійснили марш довжиною більше 700 кілометрів із Сходу на Захід та досягнули ключового міста Малої Азії — Кесарії (Каппадокійської), після здобуття якої повернули на південь. Рухаючись в напрямку Середземного моря вони пройшли ще близько сотні кілометрів та подолали так звані Кілікійська ворота — тісний перевал серед високих скелястих гір, увійшовши, таким чином, до Кілікії. Грабуючи навколишню місцевість вони продовжували рухатись на південь в напрямку давньої столиці Сирії Антиохії. Тут, восени 1068 року, Афсін Бек дізнався про підхід військ імператора Романа IV та здійснивши обхідний маневр повернув у зворотному напрямку здійснивши похід довжиною більше 500 кілометрів з півдня на північ пройшовши від надсередземноморського регіону до надчорноморського досягнувши та пограбувавши інший важливий центр Анатолії — Неокесарію (тур. Ніксар). Після цього війська Афсініоса повернули на південний-захід та пройшли близько 600 кілометрів атакувавши Аморій. Після цього сельджуцькі війська пройшли майже всю територію Малої Азії і Вірменії та повернулись назад у межі держави Алп Арслана.
В ході свого наїзду турецькі війська тричі пройшли через Каппадокію не зустрівши жодного серйозного опору, не дивлячись на те що у регіоні розташовувалася армія імператора Романа IV, який сам був уродженцем цих місць.

## Підсумки
З огляду на успішність походу, Афсін Бек отримав прощення від сутлана Алп Арслана та був відновлений на військовій службі як один із його командувачів. Дії Афсін Бека показали вразливість Анатолії та стали практичним підтвердженням можливості успішного широкомасштабного вторгнення в межі Візантії. Вже через два роки султан сам очолив новий похід на імперію, кульмінацією якого став бій під Манцикертом, де армія ромеїв на чолі із василевсом Романом IV була розгромлена, а сам він потрапив у полон.

## Зауваги
1. ↑  Точна причина походу Алп Арслана, однак, невідома. Зміцнення влади над туркменами є лише найбільш вірогідним припущенням
2. ↑  З 1045 року
3. ↑  Війська Романа IV знаходились у Сирії в рамках військової кампанії молодого імператора спрямованої на розширення володінь у Леванті